# FamilyFun
FamilyFun é uma revista publicada 8 vezes por ano pela Meredith Corporation.

## História
Lançada em 1991 por Jake Winebaum, FamilyFun é escrita para pais com filhos de 3 a 12 anos, com foco em culinária familiar, férias, festas, feriados, artesanato e aprendizado. A revista foi comprada pela Disney Publishing Worldwide em 1992, enquanto a Meredith adquiriu FamilyFun da Disney em 2012.